# Симонов, Дмитрий Валентинович
Дмитрий Валентинович Симонов (род. 25 марта 1984 года, Таганрог) — российский регбист, играющий на позиции центра в команде «Владивостокские тигры». Мастер спорта России (2013).

## Биография
Родился в Таганроге. Воспитанник местной секции «Радуга». С 2009 года выступает за «Енисей-СТМ». В составе «тяжелой машины» стал шестикратным чемпионом, трехкратным обладателем Кубка России, обладателем Супер Кубка России 2017 года и победителем Европейского Континентального Щита 2017 и 2018 годов. В 2015 году стал лучшим по попыткам в команде. Большую часть сезона 2016 пропустил из-за травмы, однако проведенных игр хватило для награждения медалью. С 2019 года выступает за родную «Булаву».
В 2004 стал обладателем бронзовых медалей молодежного Чемпионата Европы. Вызывался в состав сборной России на учебно-тренировочные сборы. В 2020 году стал капитаном только что созданной команды «Владивостокские тигры».

## Достижения
- Чемпион России: 2011, 2012, 2014, 2016, 2017, 2018
- Обладатель Кубка России: 2014, 2016, 2017
- Супер Кубок России: 2017
- Европейский Континентальный Щит: 2017, 2018